# Espardell
Espardell (S'Espardell in ibizenco) è un'isola minore appartenente all'arcipelago baleare, in Spagna.

## Geografia
Si trova a nord di Formentera e 4 km a est dell'isola di Espalmador. Appartiene al municipio di Formentera e al Parque Natural de ses Salines. A sud dell'isola si trova l'isolotto di Espardelló, geograficamente parte di Espardell.
Le dimensioni sono piuttosto ridotte, da nord a sud 1570 m e 0,6 km² di superficie. La costa è frastagliata, ad eccezione di una piccola spiaggia a est (Mollet). Nella punta settentrionale (Tramuntana) si trova il faro di Espardell, di 53 m di altezza. Sulla costa occidentale si trovano i resti di un'antica torre di difesa araba.